# Gerbillus muriculus
Gerbillus muriculus — піщанка, що поширена переважно в Західному Судані. Екологічні вимоги до цього таксону неясні, однак популяції, які, як повідомляється, належать до цього виду, були зареєстровані на зрошуваних сільськогосподарських угіддях і сухих луках з ущільненими ґрунтами.